# Kanton Les Mureaux
Der Kanton Les Mureaux ist seit 2015 ein französischer Wahlkreis im Arrondissement Mantes-la-Jolie im Département Yvelines und in der Region Île-de-France; sein Hauptort ist Les Mureaux.

## Gemeinden
Der Kanton besteht aus zehn Gemeinden mit insgesamt 60.897 Einwohnern (Stand: 1. Januar 2022) auf einer Gesamtfläche von 60,00 km²:
| Gemeinde                | Einwohner 1. Januar 2022 | Fläche km² | Dichte Einw./km² | Code INSEE | Postleitzahl |
| ----------------------- | ------------------------ | ---------- | ---------------- | ---------- | ------------ |
| Chapet                  | 1.337                    | 5,10       | 262              | 78140      | 78130        |
| Ecquevilly              | 4.090                    | 11,27      | 363              | 78206      | 78920        |
| Évecquemont             | 759                      | 2,50       | 304              | 78227      | 78740        |
| Gaillon-sur-Montcient   | 691                      | 4,83       | 143              | 78261      | 78250        |
| Hardricourt             | 2.498                    | 3,28       | 762              | 78299      | 78250        |
| Les Mureaux             | 34.151                   | 11,99      | 2.848            | 78440      | 78130        |
| Meulan-en-Yvelines      | 8.996                    | 3,46       | 2.600            | 78401      | 78250        |
| Mézy-sur-Seine          | 2.261                    | 4,76       | 475              | 78403      | 78250        |
| Tessancourt-sur-Aubette | 971                      | 4,36       | 223              | 78609      | 78250        |
| Vaux-sur-Seine          | 5.143                    | 8,45       | 609              | 78638      | 78740        |
| Kanton Les Mureaux      | 60.897                   | 60,00      | 1.015            | 7811       | –            |